# José Luis Rodríguez García (escritor)
José Luis Rodríguez García (León, 1949-Zaragoza, 12 de julio de 2022) fue un escritor, crítico literario y filósofo español, catedrático de la Universidad de Zaragoza desde 2006. Casado con Mar Alastrué y con un hijo, Gabriel Rodríguez.

## Biografía
Era hijo de militar y fue internado muy joven en el colegio de los agustinos de Guernica y en el seminario de Ponferrada, del que se escapó. Los veranos de su infancia los pasó en una fonda de la plaza María Pita de La Coruña. 
Estudió Filosofía y Letras en la Universidad de Valladolid y luego se especializó en Filosofía en la Complutense de Madrid, donde se doctoró con una tesis sobre Estética en febrero de 1976. Comenzó su actividad docente en 1974 como Profesor ayudante en la Facultad de Filosofía y Letras de la Universidad de Zaragoza, vinculándose profesionalmente con el filósofo Eugenio Frutos Cortés. Fue Profesor titular desde 1984 en dicha universidad, en la que se jubiló siendo Catedrático de Historia de la Filosofía.
Su actividad docente fue muy intensa. El escritor y crítico literario Juan Marqués escribía en marzo de 2021 para el portal Las librerías recomiendan: «Los alumnos que, allá en torno al 2000, rondábamos la Facultad de Filosofía y Letras de Zaragoza nos colábamos más de una vez, en plan oyente o con espíritu polizón, en las clases de José Luis Rodríguez García, pues, aparte de su fama como profesor, era el autor de poemas que veinte años atrás, con la intermediación de Gabriel Sopeña, se habían convertido en canciones míticas en la ciudad». El propio Gabriel Sopeña -hasta la actualidad-, Mauricio Aznar, el grupo Más Birras y el cantante Loquillo fueron intérpretes de alguno de esos poemas. 
Además, tuvo una activa vida social y política. Colaboró con grupos de teatro, fue una persona comprometida y desde muy joven militó en organizaciones comunistas: participó en el Movimiento Comunista y luego en Liberazión.
Fue editorialista e hizo crítica literaria en Andalán, donde trabó amistad con Eloy Fernández Clemente y José Antonio Labordeta entre otros. También colaboró en las páginas de opinión y de cultura de los periódicos El Día, Diario 16 y El Mundo. 
Siempre estuvo vinculado a los ambientes culturales de Zaragoza, en los que desempeñó una intensa labor. Ciudad sobre la que escribió: «Zaragoza es una ciudad extraña. Parece desapacible, poco acogedora, dura, y a medida que vas conociendo a la gente esa impresión se desvanece. Aquí he logrado ser feliz en mi barrio, en mis bares, en mis librerías, rodeado de un sinfín de afectos que percibo de veras».
Fue promotor de las Prensas de la Universidad de Zaragoza, que dirigió con sensibilidad, ambición y profundidad. Ensanchó sus colecciones y fue miembro de su consejo editorial desde 1986 a 1999. También formó parte de los consejos editoriales de las revistas Viento Sur, Página abierta y Riff-Raff. Fue miembro fundador de la FIM (Fundación de Investigaciones Marxistas-Aragón) y del Groupe d’Études Sartriennes.

## Obra
Fue autor de una abundante obra de creación literaria, tanto de narrativa como de poesía. Pero, ante todo, era poeta, género que consideraba fundamental y del que se sentía especialmente orgulloso: «uno empieza escribiendo poesía y termina escribiendo poesía», le gustaba decir. Publicó trece libros de poesía entre los años 1979 y 2021. Permanecen inéditos distintos textos. Esta trayectoria podría dividirse en dos etapas diferenciadas tanto por el estilo como por el punto de vista poético y filosófico. 
La primera parte comprende los siguientes títulos: Origen de las especies (Puyal, 1979), Tan solo infiernos sobre la hierba (Provincia, 1981), Elogio de la melancolía (Ayuso, 1986), Los ojos verdes del búho (Poemas, 1986), De luminosas estancias (Provincia, 1986), Luz de géminis (Endymión, 1992), En la noche más transparente (Olifante, 1993) y Pentateuco para náufragos (Huerga & Fierro, 1998). Los hilos conductores de estos libros son la presencia temática de la melancolía y un tono elegíaco que condiciona la particular mirada del poeta, cada vez más poblada de espectros históricos y personales, así como de un progresivo escepticismo político y cultural. Más cercana a corrientes de la poesía europea —francesa, alemana e italiana especialmente— que a la tradición española, la lectura de Hölderlin y de las vanguardias europeas del siglo XX decantan esta poesía hacia un muy particular neorromanticismo dominado por lo crepuscular. Y el diálogo constante con su producción ensayística, la dotan de una apreciable tensión entre lo lírico y lo filosófico. 
El yo poético tiene un papel fundamental en esta primera etapa. Con la particularidad de que el poeta refleja su existencia a través de la lectura de otros poetas y filósofos. El poema es una confesión que José Luis Rodríguez reconoce como irreductible, pero no desde la plenitud de la representación, sino desde el desgarramiento y la intermitencia. Elementos que se convertirán en rasgos fundamentales en su segunda etapa.
En la última ciudad (Prensas de la Universidad de Zaragoza, 2004), Voces en el desierto (Eclipsados, 2009), Vidrio y alambre (Eclipsados, 2011), Estado de sitio (Prensas de la Universidad de Zaragoza, 2016) y Almanaque de la intemperie (Papeles mínimos, 2021) son los títulos que forman el segundo tramo de la obra poética de José Luis Rodríguez, donde el yo poético pierde todo protagonismo. 
Los desheredados de la sociedad, habitantes de los márgenes y las dudas, cobran protagonismo en el escenario pleno de ruinas simbólicas que son estos libros. Su poesía refleja cómo las circunstancias históricas en que se inscribe el poeta hacen que los anhelos políticos, revolucionarios y utópicos, se hayan convertido en una disidencia capaz de cuestionar la posibilidad misma de la palabra. 
Su último libro publicado, Almanaque de la intemperie, supone una vuelta a la escritura del yo. Sin dejar de ser escritura que busca la verdad en el diálogo con el otro y recordándonos, a su vez, que es escritura de un nosotros. Y que esa es la auténtica razón de escribir poesía, de escribir lo que sea. 
Rodríguez García también publicó una docena de novelas y otros libros de relatos. Otras dos novelas más permanecen inéditas. Su estética combina hermetismo, humorismo y ensimismamiento. El hermetismo es el elemento dominante. Sus personajes luchan con el mundo. Lo hacen en términos políticos y también artísticamente. El ángel vencido es quizá su novela más reveladora. Se trata de la agonía de Savonarola. El gran reformador ha sido derrotado por el mundo. Y debe reflexionar sobre su error. También la novela de artista es otra de sus líneas narrativas. El tercer concierto es quizá la novela más representativa de esta línea. En esta novela Chopin ha llegado a Francia y entra en contacto con personalidades como Heine, Delacroix, George Sand… También con la aristocracia polaca. Las convulsas décadas de los años treinta y cuarenta en Francia ilustran la gloria y la miseria de la Modernidad. Parque de atracciones combina la novela de artista -un grupo teatral zaragozano- con elementos de novela policíaca, una fórmula para dar presencia al hermetismo. La antología La residencia y otros relatos presenta una colección de novelas breves en cuyas páginas aparecen algunos de los mejores momentos de la obra de Rodríguez García. 
Además, escribió reflexión filosófica, ensayo político, crítica literaria y artículos académicos. Su pensamiento se preocupó por autores como Fichte, Artaud, Sartre — del que era considerado en Europa como uno de los mayores expertos—, Hölderlin, Marx, Deleuze, Rorty o Negri.
Tradujo una selección de cartas de Friedrich Hölderlin (Técnos, 1990) y el Lugar de la ideología. Por una lectura no burguesa de Marx, Freud, Althusser, Tel Quel, Derrida y el neo-marxismo (zero zyx, 1978)
La dimensión filosófica de José Luis Rodríguez se manifiesta de dos modos. En primer lugar, como historiador de la filosofía, faceta en la que presta una especial atención, por un lado, a la tradición alemana del XIX y autores como Hölderlin, Fichte o Marx. Al primero le dedicó una extensa monografía, en dos volúmenes, titulada Hölderlin, el exiliado en la tierra(1996). Por su parte, Fichte fue analizado en su Introducción a Fichte (1982), mientras que Marx, uno de sus autores de constante referencia, fue objeto de estudio en Marx contra Marx (1996). Por otro lado, hay que señalar su atención a la filosofía del siglo XX, en especial a su admirado J. P. Sartre, al que dedicó dos monografías: Sartre, la pasión por la libertad (2004) y Sartre, el hermoso orgullo de ser libre (2022). Pero también hay que recordar su Crítica de la razón posmoderna (2006), un extenso y minucioso recorrido por la filosofía contemporánea. Y finalmente, su dimensión de historiador de la filosofía encontró en las revoluciones modernas y contemporáneas un privilegiado objeto de interés en varias monografías: La palabra y la espada. Genealogía de las revoluciones (1997) o La mirada de Saturno. Pensar la revolución, 1789-1850 (2023). Todo ello sin olvidar los numerosísimos artículos en revistas especializadas dedicados a analizar muy diversos autores de la filosofía moderna y contemporánea, desde Descartes a Deleuze, pasando por Locke, Spinoza, Hume, Hegel, Lukács, Blanchot o Bataille.
Si es importante la dimensión de Rodríguez García como historiador de la filosofía, no lo es menos la de teórico y ensayista. En ella hay un tema, una palabra, que reaparece de modo casi obsesivo: escritura. Rodríguez García es un escritor, un literato, un poeta, que reflexiona sobre el sentido de la escritura, sobre las condiciones de producción de la misma. Esto se pone de manifiesto en obras en las que dicho concepto aparece en su título como Escritura, clase, sentido(1979), Verdad y escritura (1994), Mirada, escritura, poder. Una relectura del devenir occidental (2002), pero también en ensayos como El hilo truncado (2012), en el que explora las relaciones entre filosofía y literatura, o la breve monografía dedicada a Artaud (1981). Tanto Artaud como el mencionado Hölderlin, así como Blanchot y Celan, otros de sus autores de referencia, se convierten en vehículo de análisis de escrituras descentradas, anómalas, en las que la locura y la desmesura, dejan su huella.
Toda la obra de Rodríguez García está atravesada por una profunda preocupación política, algo propio de quien, por decirlo al modo sartriano, vivió toda su vida en el compromiso. Rodríguez, insaciable lector de Marx o Lukács, sabía de la inexcusable condición social del ser humano y entendía la necesidad de reflexionar sobre ella como mejor manera de convertirnos, de convertirse, en artífices de otras geografías políticas más allá de las que este malhadado presente nos ha impuesto. Reparar el malestar es para él una tarea eminentemente política. Si su admirado Jean-Paul Sartre precisó de un Acontecimiento decisivo, la II Guerra Mundial, para conferir a su reflexión existencial tintes políticos, José Luis Rodríguez tiñó de política, desde un primer momento, toda su obra, también atravesada por un innegable regusto existencial. Su atención al concepto revolución, como se ha señalado más arriba, no constituye exclusivamente una labor de indagación teórica, sino un gesto político que responde a su decidida voluntad de transformar el mundo. De ahí su evidente malestar al constatar la que parece ser una ley histórica de las revoluciones, su tendencia a clausurarse a sí mismas, a convertirse en lo contrario de lo que anhelaron, a, como Saturno, devorar a sus hijos.
Entre las tareas que otorga a la política, la articulación de las diferencias en un proyecto compartido se convierte, con claras reminiscencias deleuzianas, en la estrategia fundamental, y también el problema, de la política contemporánea. Lejos de las simplificaciones de cierto marxismo que, desde su reconocible y reconocida cercanía a Marx, no dejó de criticar, Rodríguez García advierte las múltiples contradicciones que atraviesan nuestras sociedades capitalistas contemporáneas y deduce de ello la necesidad de articular diferentes sujetos, diferentes sueños, diferentes sensibilidades, para construir una nueva realidad. Esta constante preocupación política de Rodríguez García se constata en la última de sus obras filosóficas, Postutopía (2020), en la que realiza una reivindicación del aquí y del ahora frente a la dilación constante que suponen las utopías. La política, armada con la imaginación, ha de aplicarse a la tarea de sanar un presente profundamente dañado.
También cultivó la pintura en acuarela inaugurando exposición en la Biblioteca de Aragón en 2019.

## Obras

### Poesía
•Origen de las especies (1979). Porvivir independiente Publicaciones
•Tan solo infiernos sobre la hierba (1981). Diputación Provincial de León
•De luminosas estancias (1983). Diputación de León
•"Elogio de la melancolía" (1986). Editorial Ayuso
•Los ojos verdes del búho (1986). Colección Poemas, Zaragoza
•El laberinto de los espejos (1986). Editorial Orígenes
•Luz de Géminis (1992). Endymion
•En la noche más transparente (1993). Olifante.
•Pentateuco para naúfragos (1998). Huerga y Fierro Editores
•En la última ciudad (2004). Prensas Universitarias de Zaragoza
•"Voces del desierto" (2009). Eclipsados
•Vidrio y alambre (2011). Eclipsados
•"Estado de sitio" (2016). Prensas Universitarias de Zaragoza
•"Almanaque de la intemperie" (2021). Papeles mínimos

### Narrativa
- Adiós, Buonarroti (1988).
- Cuaderno con un ciervo marrón en la portada (1990).
- Las diversas lunas de la noche (1991). Endymion
- Y después de abril (1991). Diputación General de Aragón
- El rorcual azul (1991). Editorial Aguaclara
- Y después de abril (1992).
- Cuéntame una historia, por favor (1994). Mira Editores
- Manos negras (1996). Alfaguara
- Al final de la noche (1999). Huerga y Fierro Editores
- Fotogramas del diluvio (2000). Huerga y Fierro Editores
- El ángel vencido (2001). Huerga y Fierro Editores
- El hombre asediado (2004). Huerga y Fierro Editores
- El coleccionista de láminas (2007).
- Tres horas (2008).
- Voces en el desierto (2008). Eclipsados

- Parque de atracciones (2009). Editorial Akal
- El tercer concierto (2010). Editorial Eclipsados

### Ensayo
- Escritura, poder, sentido (1979). Alcrudo Editor
- Antonin Artaud (1981). Editorial Barcanova
- Introducción a Fichte (1982). Libros Pórtico
- Breves textos sobre el marxismo y España (1983). Ayuntamiento de Zaragoza
- Elogio de la melancolía: 1981-1982 (1986). Ayuso
- Friedrich Hölderlin: el exiliado en la tierra (1987). Prensas Universitarias de Zaragoza
- Sartre: poder, violencia y revolución (1987). Revolución
- La mirada de Saturno (1990). Revolución
- Los sueños en las redes (1993). Cabildo Insular de Gran Canaria
- Pliegues de la razón moderna: de Descartes a Cioran (1993). MIra Editores
- Verdad y escritura: Hölderlin, Poe, Artand, Bataille, Benjamin, Blanchot (1994). Anthropos, editorial del Hombre
- Marx contra Marx (1996). Endymion
- La palabra y la espada: genealogía de las revoluciones (1997). Edicions Bellaterra
- Jean Paul Sartre: la pasión por la libertad (2004). Edicions Bellaterra
- Crítica de la razón postmoderna (2006)
- Panfleto contra la monarquía: sobre la inutilidad de los reyes (2006)

### Capítulos en libros
• El contexto teórico de las crónicas españolas de K. Marx Ayuntamiento de Zaragoza (1983) Breves textos sobre el marxismo y España
• J-P. Sartre: el crepúsculo de los dioses: Sartre : antropología y compromiso Promociones editoriales universitarias. Barcelona (1988) Ensayo Sartre: antropología y compromiso
• A propósito de la correspondencia de Hölderlin (1990) F. Hölderlin. Madrid
• Las teorías de la libertad en J-P. Sartre Universidad de La Rioja (1991) Cuatro filosofías contemporáneas
• Luces y sombras del discurso jacobino: Filosofía y revolución E Bello (1991) Universidad de Murcia. Filosofía y revolución
• UtopÍa, escritura y lenguajes poéticos R. Reyes (1993) Madrid. Libertarias. Crítica del lenguaje ordinario
• Heine y Marx: cercanía y desencuentro F.J.Martínez (1994) FIM. Madrid. Romanticismo y marxismo
• El futuro de las ideologías (1995) Ibercaja. Zaragoza. Filosofía y futuro
• Estética y crítica literaria en G. Lukács (Disensiones en torno a la noción de Totalidad). Mira (1995). Universidad de Zaragoza. Presencia de Lukács
• En qué sentido la locura y la escritura desértica puede expresar estados subversivos (A propósito de G. Deleuze) Mira (1997). Universidad de Zaragoza. Deleuze: un pensamiento nómada
• Las lecturas filosóficas de Unamuno (1998). Ibercaja. Zaragoza. Una aproximación al pensamiento de la generación del 98
• Conciencia depurada versus conciencia mediada. Mira. (1999) Universidad de Zaragoza. Tras la consciencia
• Bajo la seducción de dos textos: de El manifiesto comunista a El Antiedipo. Universidad de Valencia. Forum de debates 2000 Universidad de Valencia. El 68 treinta años después: memoria y esperanza
• Du foetus de R Descartes. Prólogo. Prensas Universitarias de Zaragoza. 2004
• La razón de ser del hermético (Artaud, Celan, Deleuze) Prensas. Universitarias de Zaragoza. (2007) Universidad de Zaragoza. Simbolismo y hermetismo
• Beckett. Ariel. (2008) 100 escritores del siglo XX
• Celan. Ariel. (2008) 100 escritores del siglo XX
•Deseo de ser un buen viajero. Vitel.Ia (2008) Empaire dell´Empordá. Palabras de viaje. Accésit del XIV Premio de Novela Corta Gabriel Sijé
• Sartre. Ariel. (2008) 100 escritores del siglo XX
• Celan: el vigía de la catástrofe. Eclipsados. (2010) El pensamiento de los poetas
• Lukács: sobre el Diario amargo de una crisis juvenil. Institución Fernando el Católico (CSIC). (2011).Los Diarios como forma de pensamiento en la cultura contemporánea
• C. Lefort: una propuesta contra la tentación totalitaria. Prensas Universitarias de Zaragoza (2012) Perspectivas. Una aproximación al pensamiento ético y político contemporáneo
• M. Foucault: sobre la gloria política de la extravagancia. Universidad de Valencia. (2012) M. Foucault: un pensador poliédrico
• Utopía y postmodernidad Prensas Universitarias de Zaragoza. (2012). La postmodernidad ante el espejo
• La atmósfera filosófica del horizonte servetiano. Institución Fernando el Católico (CSIC) Revista de historia Jerónimo Zurita

### Colaboración en colectiva
• Bandera sin sangre. Diario Regional de Valladolid (1968) VII Certamen Internacional del Diario Regional de Valladolid. Narrativa
• Levitación de la ciudad. Ayuntamiento de Zaragoza (1980) Asamblea de Cultura de Zaragoza. Poesía
• Palmera personal. Ayuntamiento de Zaragoza (1980) Asamblea de Cultura de Zaragoza. Poesía
• El monumento que se mueve. Ediciones del Valle (1988) El año de El Día
• Se retrasa la fecha del estreno. Diputación de Zaragoza (1990) Estrategias de la memoria. Zaragoza en la narrativa de hoy
• Las teorías de la libertad en J.P. Sartre. Gobierno de La Rioja, Consejería de Cultura, Deportes y Juventud (1991) Ensayo Cuatro filosofías contemporáneas,
• Luis Althusser: sobre el lugar filosófico de K. Marx. Fundación de Investigaciones Marxistas (1992). Ensayo Papeles de l FIM Nº 20
• El horizonte postmoderno. Anthropos (2014) Retos y perspectivas de la filosofía en el siglo XXI. Universidad de La Rioja
• Poesía, sociedad y nosotros. Calambur (2015) Poesía y Filosofía
• Sobre la probable actualidad de "El Capital". Universidad de Valencia (2015) Los retos de la filosofía en el siglo XXI: actas del I Congreso internacional de la Red española de Filosofía / coord. por Red española de Filosofía, Vol. 13
• Deleuze crítico. Erial (2016) El efecto Deleuze
• Los cuartos oscuros de Foucault. Dado (2017) Foucault y la Historia de la Filosofía
• Y Bataille de vez en cuando: prólogo. Jesús Ezquerra Gómez (ed. lit.), Joaquín Fortanet Fernández (ed. lit.) (2017) Ensayo La luz de un gran frío: ensayos sobre Georges Bataille /
• Gracias a todos por todo. Azuda 40 (2018)
• Ya llegó el viento. San Francisco Artes Gráficas. Por amor a nuestro arte

### Artículos
• Diez años de pensamiento Andalán 182 y 183 (1978)
• El poder es juego. Andalán 177 (1978)
• La difícil disidencia. Andalán 176 (1978)
• Los viejos filósofos de nuevo. Andalán 168 (1978)
• Rousseau, el licántropo. Andalán 194 (1978)
• Artaud y la revolución. Andalán 203 (1979)
• El caso Antoni Negri. Una acusación a toda la nueva izquierda. Andalán 216 (1979)
• Violencia disciplinar y crisis de estado. El Viejo Topo 34 (1979)
• A propósito de Lúkacs ¡Destruir la razón!. Andalán 264 (1980) Accésit al premio
• En el límite de la política. Andalán 290 (1980)
• En la muerte de Jean Paul Sartre Ya no molestará más. Andalán 266 (1980) Premio de poesía "Café de marfil". Elche.
• Favor y contra las ilusiones de la coca. Andalán 287 (1980)
• Roland Barthes Una discreta y dolorida lucidez. Andalán 267 (1980)
• Sade. Andalán 277 (1980)
• Sobre los peligros de ser considerado un indeseable. Andalán 298 (1980)
• Sobre los que hablan y escriben, por ejemplo. Andalán 275 (1980)
• Una cierta conciencia sobre el silencio. Andalán 278 (1980)
• Wittgenstein o la perplejidad del silencio. Andalán 293 (1980)
• A la busca de una teoría cultural marxista. Andalán 315 (1981)
• El otro Hegel en España. Andalán 327 (1981)
• El poder produce cáncer, vacúnese. Andalán 334 (1981)
• La pasión de vivir. Andalán 332 (1981)
• Las cenizas de Gramsci. Andalán 340 (1981)

## Premios
Obtuvo numerosos premios tanto por su obra poética como por la narrativa: 
- Premio de poesía "Café de marfil". Elche.
- Finalista Premio Nadal (1974)
- Premio de Poesía Bienal Provincia de León (1980)
- Premio Viejo Topo de Ensayo
- Premio Pérez Galdós de relatos
- Accésit del XIV Premio de Novela Corta Gabriel Sijé
- Premio Gil Albert 1990
- Premio Ciudad de Valencia de novela
- Premio Ciudad de San Sebastián
- Finalista en el XX Premio Anagrama de Ensayo
- Premio de Literatura Artes & Letras de Heraldo de Aragón 2019